# Religion naturelle
Le concept de religion naturelle est né au XVIIIe siècle, dit « Siècle des Lumières », en opposition à celui de « religion révélée » (allusion principalement au judaïsme et au christianisme).
Les Philosophes entendent alors faire de la raison, ou lumière naturelle, le fondement de toute connaissance mais surtout la base d'une morale universelle et d'un déisme, capable de se substituer aux religions traditionnelles.
Exemples :
- le déisme, au XVIIIe siècle ;
- la franc-maçonnerie déiste ;
- le Culte de la Raison célébré par les hébertistes ;
- l'étatisme chez Hegel (en 1820, Hegel écrit : « il faut vénérer l'État comme un être divin-terrestre »)[2] ;
- le saint-simonisme, au début du XIXe siècle[3] ;
- le positivisme religieux d'Auguste Comte, un peu après Saint-Simon, ou religion de l'Humanité[4].

## Ouvrages
(classement par ordre inversement chronologique de la première édition)

XXIe siècle
- Marianne Groulez, Le scepticisme de Hume : Les dialogues sur la religion naturelle, PUF, 2005

XXe siècle

- Jacqueline Lagrée, La religion naturelle, PUF, 1991 (réédition numérique, 2015)

XIXe siècle
- Auguste Comte, Catéchisme positiviste, Paris, Carilian-Gœury et V. Dalmont, octobre 1852 ;
- François Vidal, Théologie de la religion naturelle, Librairie philosophique de Ladrange, 1859
- Jules Simon, La religion naturelle, Hachette, 1854 (réédition en 1856)
- Claude-Henri de Rouvroy de Saint-Simon, Nouveau christianisme - Dialogues entre un conservateur et un novateur, 1825
- William Paley, Théologie naturelle ou Preuves de l'existence et des attributs de la divinité, tirées des apparences de la nature, édition originale en anglais, 1802. traduit en français en 1813

XVIIIe siècle
- Abel Fornand Bauvinay, Religion naturelle : Qu'elles sont les institutions religieuses qui peuvent contribuer à propager les vertus d'un Peuple libre, Lesourd, Paris, 1799
- David Hume, Dialogues sur la religion naturelle, 1779[5]; réed. Vrin, 2005
- Henri Griffet, L'insuffisance de la Religion naturelle prouvée par les vérités contenues dans les livres de l'Écriture sainte, altesse & librairie, Liège, 1770
- Jean-Jacques Rousseau, Profession de foi du vicaire savoyard, 1762
- Arthur Ashley Sykes, Examen des fondemens et de la connexion de la religion naturelle, Amsterdam, 1757
- Voltaire, Nouvelle édition de la Religion naturelle, Genève, 1756
- William Wollaston, Ebauche de la religion naturelle, 1756 ; réed. Kessinger Publishing, 2010
- Anonyme, La religion naturelle et la révelée, établies sur les principes de la vraie philosophie et sur la divinité des Écritures, Nyon, Paris, 1756
- Attribué à La Mettrie ou de Marsay, Sermon des cinquante, 1749
- Denis Diderot, De la suffisance de la religion naturelle, 1746 (paru en 1770) ; réed. Ligaran, 2015
- Joseph Butler, Analogie de la religion naturelle et révélée, 1736
- David Martin, Traité de la religion naturelle, 1713 ; réed. Forgotten Books, 2017